# La Velata

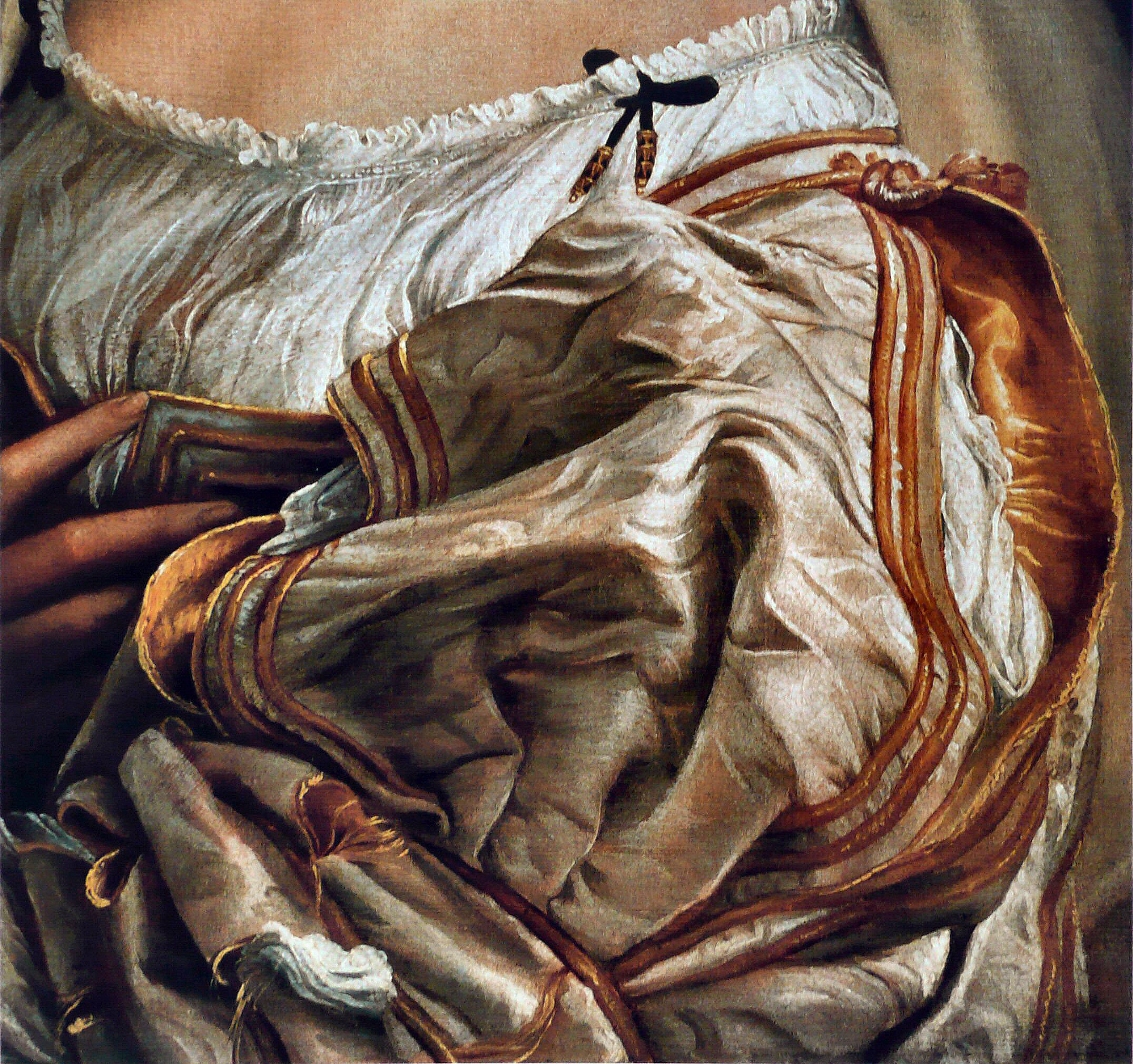
Dettaglio della manica

La Velata è un dipinto a olio su tela (82x60,5 cm) di Raffaello, databile al 1516 circa e conservato nella Galleria Palatina di Palazzo Pitti a Firenze.

## Storia
L'opera si trovava a Firenze in casa del mercante Matteo Botti, dove la videro Giorgio Vasari (Le vite), Vincenzo Borghini (Il riposo, 1584) e il Bocchi (Bellezze di Firenze, 1591). Nel 1619 raggiunse la collezione dei Medici per lascito dell'ultimo erede della famiglia Botti. La data indicativa del 1516 circa corrisponde alla datazione sottoscritta dalla Galleria Palatina che conserva l'opera. Tuttavia la forchetta temporale su cui vertono le discussioni degli studiosi è più ampia poiché si situa tra il 1512 e il 1518, vale a dire dopo la Madonna Sistina e la Dorotea di Sebastiano del Piombo e prima della Fornarina.
Entrato a Palazzo Pitti nel 1622 il dipinto è inventariato in forma dubitativa, "dicono di Mano di Raffaello d'Urbino", e di lì a poco il nome di Raffaello verrà abbandonato. Ai tempi del Granduca Pietro Leopoldo venne attribuito al Justus Sustermans, ed è solo nel 1839 che il Passavant, notando la somiglianza della protagonista con la Vergine della Madonna Sistina e con una delle Sibille di Santa Maria della Pace, lo attribuisce a Raffaello. Egli ipotizzò anche che potesse trattarsi di un ritratto della Fornarina, l'amante di Raffaello. Dello stesso parere furono Morelli, Cavalcaselle, Gruyer e Ridolfi, mentre di parere contrario furono Springer, e Filippini (che fece il nome invece di Lucrezia della Rovere). Gli studiosi ottocenteschi assegnarono l'opera alla bottega del Sanzio, per le molte ridipinture che impedivano una valutazione precisa, ma dopo il restauro la smagliante brillantezza dell'opera ha fatto ritenere l'opera pienamente autografa, ipotesi oggi pressoché indiscussa.

## Descrizione
Su uno sfondo scuro una giovane donna è ritratta a mezza figura, voltata di tre quarti verso sinistra. Il titolo tradizionale deriva dal capo velato, che suggerisce un'associazione con la Vergine. La testa ricoperta dal velo era prerogativa delle donne sposate con figli. Il braccio sinistro è appoggiato su un ipotetico parapetto appena sotto il bordo inferiore del dipinto, mettendo ben in evidenza la manica rigonfia, dove la seta crea profonde pieghe e riflessi lucidi di straordinaria qualità, con preziose variazioni di bianco su bianco.
Grande cura è riposta anche nella rappresentazione della camicia increspata sul petto, evitando qualsiasi schematismo. Il volto, dalle linee purissime, è incorniciato dalla massa scura dei capelli e dall'ombra del velo, evidenziandosi, con effetti di sfumato derivati dall'esempio di Leonardo. Si noti il cirro negletto (Dante, Par. VI, 46-7) che dalla tempia sinistra si svincola dalla trama ordinata della capigliatura fino a lambire il lobo dell'orecchio. La mano destra è portata al petto, un gesto teatrale che di solito indicava la devozione religiosa. Questa posa molto particolare sembra richiamarsi a quella anticipata da Sebastiano del Piombo nella sua Dorotea (1512)
I ricami dorati, la collana con smalti figurati, il diadema con pendente di pietre preziose e con una perla sono indizi dell'alto status sociale della donna raffigurata. Il particolare gioiello, "un pendente con un rubino di taglio quadrato e uno zaffiro che termina con una perla, spesso un dono di fidanzamento o di matrimonio" richiama quello del Ritratto di Maddalena Strozzi Doni ed è ripreso nella Fornarina con l'ordine delle pietre invertito.
L'impianto compositivo della Velata sarà ripreso nel Ritratto femminile (1520 circa) attribuito a Giuliano Bugiardini del Museo Calouste Gulbenkian di Lisbona.

## Stile
Da un punto di vista stilistico, 
(Simona Pasquinucci, in: AA.VV., Rinascimento. Capolavori dei musei italiani. Tokyo-Roma 2001 (catalogo della mostra di Roma, Scuderie Papali del Quirinale. 15.09.2001-06.01.2002), Milano,Skira, 2001, p. 166)
Con questo ritratto Raffaello segnò il superamento delle esperienze fiorentine, dove si poteva ancora cogliere l'influenza di Leonardo e una marcata plasticità. Nella Velata infatti la luminosità è più diffusa e maggiore è la libertà tecnica, verso un traguardo di perfezione formale assoluta. L'idea del volto incorniciato, come nelle Annunciate, evidenzia l'intensità dello sguardo e la bellezza del volto della modella, per poi spostare l'attenzione, tramite giochi di linee di forza, verso l'incomparabile brano della manica. 
(Bette Talvacchia,cit., p. 122)